# Craig Vye
Craig Vye (Hertfordshire, 19 de julio de 1983) es un actor inglés, más conocido por haber interpretado a Ethan Scott en la serie Hollyoaks.

## Biografía
En el 2005 se graduó de la prestigiosa escuela de drama Royal Academy of Dramatic Art "RADA".
En mayo del 2009 Craig se casó con Amber, una maestra de arte escénico.
Se casó con su novia de la adolescencia, Amber, en 2009.

## Carrera
En 1997 interpretó a Geoff Reynolds en la serie Aquila hasta 1998.
En el 2010 apareció como invitado en series como Misfits y en Doctors donde interpretó a Rocky. Anteriormente apareció en la serie en el 2002 donde interpretó a Darryl Clark en el episodio "A Game of Two Halves" y posteriormente en el 2012 a James Fenwick durante el episodio "Matthew & Son".
Ese mismo año el 8 de diciembre se unió al elenco de la exitosa serie británica Hollyoaks donde interpretó al detective de policía Ethan Scott, hasta el 6 de diciembre de 2011, después de que su personaje decidiera entregarse por haber atropellado a Rob Edwards, después de que Warren Fox lo chantajeara con lastimar a Theresa y a Liberty si no lo ayudaba a matar a Brendan Brady.
En 2011, Craig junto a los actores Rob Norbury y Rachel Shenton participaron saltando de un avión para recaudar fondos para la organización benéfica "NDCS", quien ayuda a niños sordos.

## Filmografía

### Series de televisión
| Año         | Título               | Personaje      | Notas                            |
| ----------- | -------------------- | -------------- | -------------------------------- |
| 2016        | Crazyhead            | Matt           | 2 episodios                      |
| 2016        | Emmerdale            | Dean           | 6 episodios                      |
| 2016        | Stan Lee's Lucky Man | Donato         | episodio "The Charm Offensive"   |
| 2012        | Doctors              | James Fenwick  | episodio "Matthew & Son"         |
| 2010 - 2011 | Hollyoaks            | Ethan Scott    | 103 episodios                    |
| 2010        | Misfits              | Matt           | episodio # 2.5                   |
| 2002        | Casualty             | Anthony        | episodio "Past, Present, Future" |
| 1997 - 1998 | Aquila               | Geoff Reynolds | 13 episodios                     |
| 1996        | London's Burning     | Joven MacDuff  | episodio # 9.11                  |

### Películas
| Año  | Título                      | Personaje           | Notas                               |
| ---- | --------------------------- | ------------------- | ----------------------------------- |
| 2008 | Telstar: The Joe Meek Story | Mitch Mitchell      | junto a Kevin Spacey                |
| 2006 | Wicked Little Things        | Tim                 | junto a Lori Heuring y Chloe Moretz |
| 2001 | My Brother Tom              | Miembro de la Banda | -                                   |
| 2000 | Summer in the Suburbs       | Hombre              | -                                   |

### Teatro
| Año        | Obra                  | Personaje      | Director       | Teatro                 | Notas                                                          |
| ---------- | --------------------- | -------------- | -------------- | ---------------------- | -------------------------------------------------------------- |
| 2010       | Macbeth               | -              | Lucy Bailey    | Globe Theatre          | junto a Karen Anderson, Laura Rogers, Elliot Cowan e Ian Pirie |
| 2008, 2009 | Dr Korczak's Example  | Adzio          | -              | Arcola Theatre         | -                                                              |
| 2006       | To Kill A Mockingbird | Jem            | -              | -                      | -                                                              |
| 2006       | Market Boy            | Cupido/New Boy | David Eldridge | Royal National Theatre | -                                                              |